# Arrest Westhoff/Spronsen
Het arrest Westhoff/Spronsen (HR 12 september 1986, NJ 1987/267) is een arrest van de Nederlandse Hoge Raad dat van belang is voor de beoordeling onder welke omstandigheden een werkgever bepaalde uitingen en gedragingen van een werknemer mag opvatten als ontslagneming.

## Casus
Westhoff was sinds oktober 1974 bij Spronsen BV in dienst als chauffeur voor internationaal vrachtvervoer. Op zaterdag 1 mei 1982 meende hij dat iemand een afspraak niet was nagekomen om hem naar een bepaalde plek te vervoeren om zijn auto op te halen; in een boze bui meldde Westhoff aan een medewerker van Spronsen: "Ik pak mijn zooitje je bekijkt het maar en ik kom niet meer terug." Deze uiting werd door Spronsen als een eenzijdige rechtshandeling behelzende ontslagneming opgevat. Deze opvatting werd versterkt door het gegeven dat Westhoff de daarop volgende maandag 3 en dinsdag 4 mei niets van zich liet horen. Hierop stuurde Spronsen Westhoff een aangetekende brief waarin zij aangaf het dienstverband op grond van de verklaring van Westhoff als beëindigd te beschouwen.

## Procesgang
Westhoff wendde zich tot de kantonrechter en vorderde van Spronsen doorbetaling van zijn salaris. De kantonrechter verwierp deze vordering. Dit vonnis werd in hoger beroep door de rechtbank bekrachtigd. Het cassatieberoep werd verworpen.

## Hoge Raad
In cassatie voerde Westhoff aan dat de werkgever tekortgeschoten was in de plicht om te onderzoeken of de ontslagneming van Westhoff serieus was. De Hoge Raad oordeelde dat een dergelijke onderzoeksplicht kan bestaan:

dat de eisen van de goede trouw in verband met de ingrijpende gevolgen die een eenzijdige ontslagneming op staande voet in beginsel voor de werknemer heeft, kunnen meebrengen dat de werkgeefster, hoezeer zij de betreffende uitingen als een ontslagneming heeft opgevat en mocht opvatten, de werknemer toch niet aan die ontslagneming mag houden indien er niet aan haar zijde sprake is van nadeel (...). Dit zal in het bijzonder het geval zijn indien de werknemer, toen hij deze uitlatingen deed, niet in staat was zijn wil te bepalen, omdat hij toen in een hevige gemoedsbeweging verkeerde of handelde onder de invloed van een stoornis van zijn geestvermogens.

De Hoge Raad achtte deze situatie in dit geval echter niet aan de orde. Bovendien oordeelde hij dat de werkgever mocht aannemen dat Westhoff bedoelde wat hij verklaarde en dat, mocht dit niet het geval zijn, Westhoff voldoende tijd had gehad om hierop terug te komen.
Op grond hiervan werd het beroep verworpen en Spronsen in het gelijk gesteld. In dit oordeel week de Hoge Raad af van het advies van de advocaat-generaal.

## Belang
Hoewel werknemer Westhoff niet in het gelijk werd gesteld, is het arrest toch belangrijk gebleven, omdat het twee belangrijke maatstaven verschaft ten aanzien van de onderzoeksplicht die op de werkgever rust wanneer een werknemer verklaart ontslag te nemen. Daarbij is zowel van belang de vraag of de werknemer de verklaring onder invloed van een tijdelijke stoornis van zijn geestvermogens heeft gesteld, alsmede of de werkgever geen nadeel zou ondervinden indien hij de arbeidsovereenkomst als onaangetast beschouwt, bijvoorbeeld omdat er nog geen ander personeel is aangenomen.